# Plat Pays
Plat Pays es una localidad de Santa Lucía que forma parte del distrito de Soufrière.